# Buttendorf (Gemeinde Burgschleinitz-Kühnring)
Buttendorf ist eine Ortschaft und eine Katastralgemeinde der Gemeinde Burgschleinitz-Kühnring im Bezirk Horn in Niederösterreich. Die Ortschaft hat 73 Einwohner (Stand 1. Jänner 2024). Bis Ende 1966 war Buttendorf eine eigenständige Gemeinde.

## Geografie
Das Dorf liegt südlich von Harmannsdorf und ist über die Landesstraße L64 erreichbar. Durch den Ort fließt der Teichweisenbach.

## Siedlungsentwicklung
Zum Jahreswechsel 1979/1980 befanden sich in der Katastralgemeinde Buttendorf insgesamt 37 Bauflächen mit 14.600 m² und 24 Gärten auf 24.480 m², 1989/1990 gab es 34 Bauflächen. 1999/2000 war die Zahl der Bauflächen auf 109 angewachsen und 2009/2010 bestanden 60 Gebäude auf 140 Bauflächen.

## Geschichte
Laut Adressbuch von Österreich waren im Jahr 1938 in der Ortsgemeinde Buttendorf ein Gemischtwarenhändler, eine Milchgenossenschaft, eine Mühle und ein Schweinehändler ansässig.
Mit 1. Jänner 1967 wurden im Zuge der Niederösterreichischen Kommunalstrukturverbesserung die bis dahin selbständigen Gemeinden Burgschleinitz, Amelsdorf, Buttendorf, Kühnring, Matzelsdorf, Sachsendorf, Sonndorf und Zogelsdorf zu Burgschleinitz-Kühnring fusioniert.

## Bodennutzung
Die Katastralgemeinde ist landwirtschaftlich geprägt. 141 Hektar wurden zum Jahreswechsel 1979/1980 landwirtschaftlich genutzt und 20 Hektar waren forstwirtschaftlich geführte Waldflächen. 1999/2000 wurde auf 135 Hektar Landwirtschaft betrieben und 20 Hektar waren als forstwirtschaftlich genutzte Flächen ausgewiesen. Ende 2018 waren 133 Hektar als landwirtschaftliche Flächen genutzt und Forstwirtschaft wurde auf 20 Hektar betrieben. Die durchschnittliche Bodenklimazahl von Buttendorf beträgt 49,3 (Stand 2010).